# ロバート・ジョセフ・シルヴェリア・ジュニア
ロバート・ジョセフ・シルベリア Jr. (英語: Robert Joseph Silveria Jr., 1959年3月3日 - ）は有蓋車の殺人鬼として知られるアメリカの連続殺人犯で、現在は2回の終身刑の判決を受けてワイオミング州の刑務所に収監されている。
15年に渡り、シルベリアはアメリカ各地で貨物列車で移動する仲間を殺した。オレゴン州セーラムで始まったシルベリアの連続殺人は、セーラムの捜査員と検察官が事件の真相を解明した。捜査が終わるまでに、シルベリアは28人の殺人を自供した。
シルベリアは現在、ワイオミング州トリントンにあるWyoming Medium Correctional Institution に収監され、施設のコック長を務めている。

## 被害者
ウィリー・ジェームス・クラーク(54歳)の遺体が1994年4月28日フロリダ州タラハシーで発見される。クラークはホームレスではあったが、救世軍で鐘を鳴らす仕事をしていた。彼は強盗にあい、頭に致命傷を負って死亡。
ダレン・ロイヤル・ミラー(19歳)は、1992年7月8日にユタ州トンプソンスプリングスで自分の寝袋に入った状態で死んでいるのが見つかった。ミラーと2人の友人は、沼のほとりで一晩パーティーをするために泊まったが、翌朝に頭に大怪我をしたミラーが発見される。起訴されていないが、シルベリアの逮捕後、ミラーの殺人も彼のものとされている。
1994年8月2日、カリフォルニア州エメリービルで撲殺されたマイケル・A・ガーフィンクル(20歳)が発見される。
彼はロサンゼルスのターザーナの生まれで、最近、Pierce Collegeを卒業したところで、友人と有蓋車でサンタクルーズに向かう予定を立てていた。シルベリアの自供後、警察は彼が事件について熟知していたと記録している。
1995年4月21日、ユタ州ソルトレイクシティでロジャー・リー・ボウマン(38歳)の遺体が発見される。ボウマンが最後に目撃されたのは、犬を連れて線路沿いを歩いてる姿だった。警察はシルベリアがボウマンを殴って刺したと自供する前から彼を容疑者と考えていたが、ロバート・シルベリアではなく、彼の偽名であるブラッド・フォスターを名乗る人物を探していた。
1995年7月23日にオレゴン州オールバニでジェイムス・E・マクレーン(50歳)の刺殺体がホームレスのテント村にある彼の小屋で見つかった。シルベリアの自供では、マクレーンの小屋の近くの線路沿いを歩く彼と出会ったという。マクレーンの殺害後、彼の金を盗んでいる。
1995年7月28日、カンザス州カノポリス湖の壊れたテントで、撲殺されたチャールス・ランドール・ボイド(46歳)が見つかる。最初にテキサス州のエルパソでボイドとシルベリアが出会ったとき、ボイドは若者向けの農園の宿泊小屋を建てていた。その後、一緒にカンザスに向けて旅立っている。
ポール・ウェイン・マシュー(43歳)の遺体は1995年10月15日にモンタナ州ホワイトフィッシュ郊外のホームレスのテント村で見つかった。1996年3月2日の逮捕後に、シルベリアはマシューの殺害を自供した。
1995年12月3日、ウィリアム・エイビス・ペティット Jr.がオレゴン州ミラーズバーグの有蓋車で撲殺されて見つかる。
オレゴン州ポートランドで1995年12月5日に撲殺されたマイケル・アンドリュー・クリテス(24歳)が見つかった。
シルベリアの逮捕時、彼はペティットのバックパック、社会保障番号カード、出生証明書、フードスタンプ、ヘアビーズを持っていた。バックパックの中にはマシューの身分証明書とフードスタンプの書類、それとボイドのクレジットカードが入っていた。